# Diapherodes gigantea
Diapherodes gigantea (PSG: 260) is een wandelende tak uit de familie van de Phasmatidae.
Het vrouwtje is felgroen gekleurd en wordt 13 tot 19 centimeter lang. De antennes zijn ongeveer even lang als de onderste voorbenen. De vleugels zijn sterk gereduceerd. De mannetjes zijn bruin en worden 10 tot 11 centimeter lang. De antennes zijn ongeveer zo lang als hun voorpoten. De mannetjes hebben alleen gereduceerde voorvleugels, hun achtervleugel bedekt ongeveer twee derde van het achterlijf.
De vrouwtjes laten hun ongeveer 5 millimeter dikke bruine eitjes op de grond vallen, één of twee per dag. De groene nimfen leven van allerlei blad. Het nimf-stadium duurt ongeveer een half jaar, de imago leeft nog eens zes tot acht maanden.
Het dier komt voor op enkele van de Kleine Antillen.

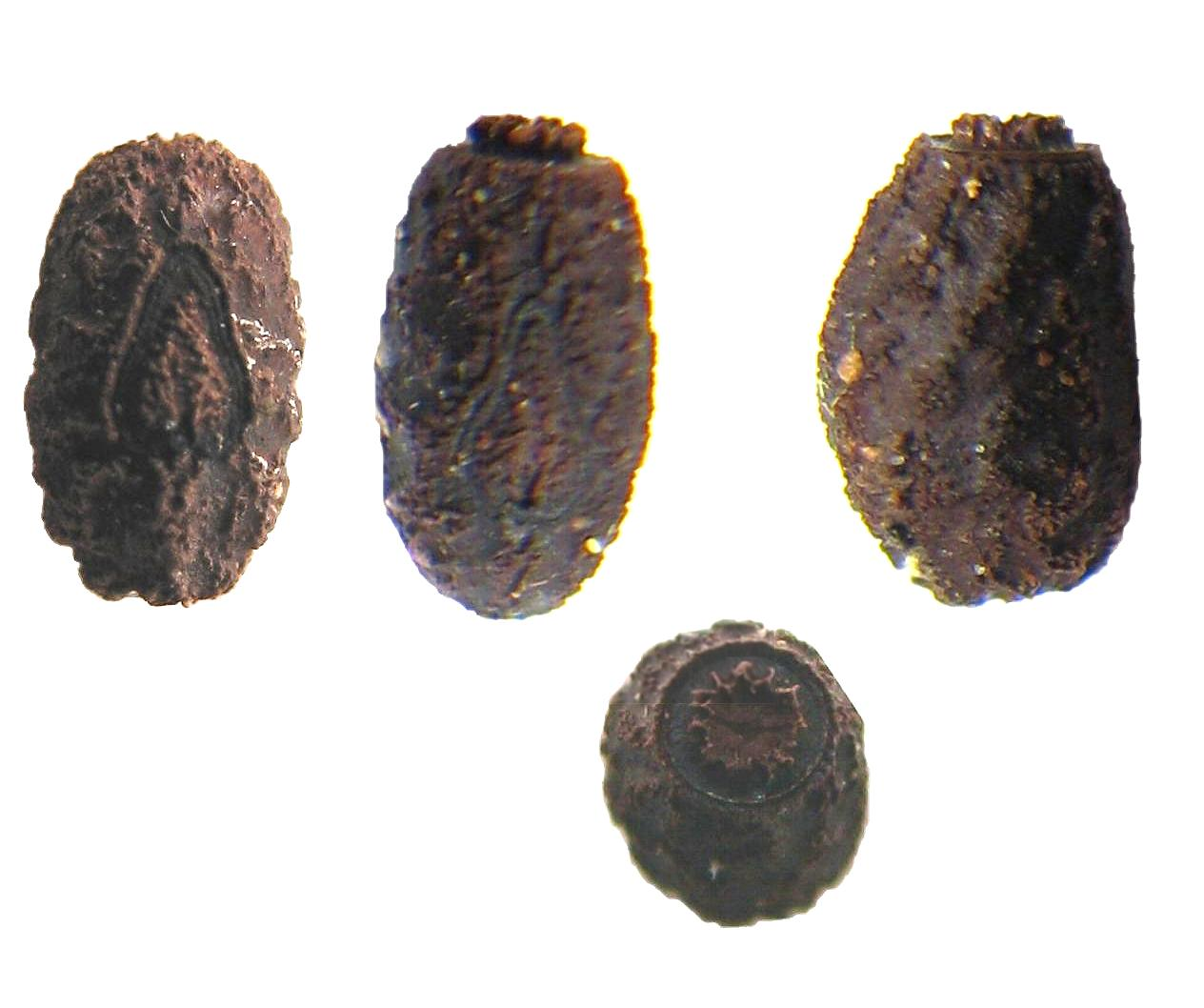
Eitjes
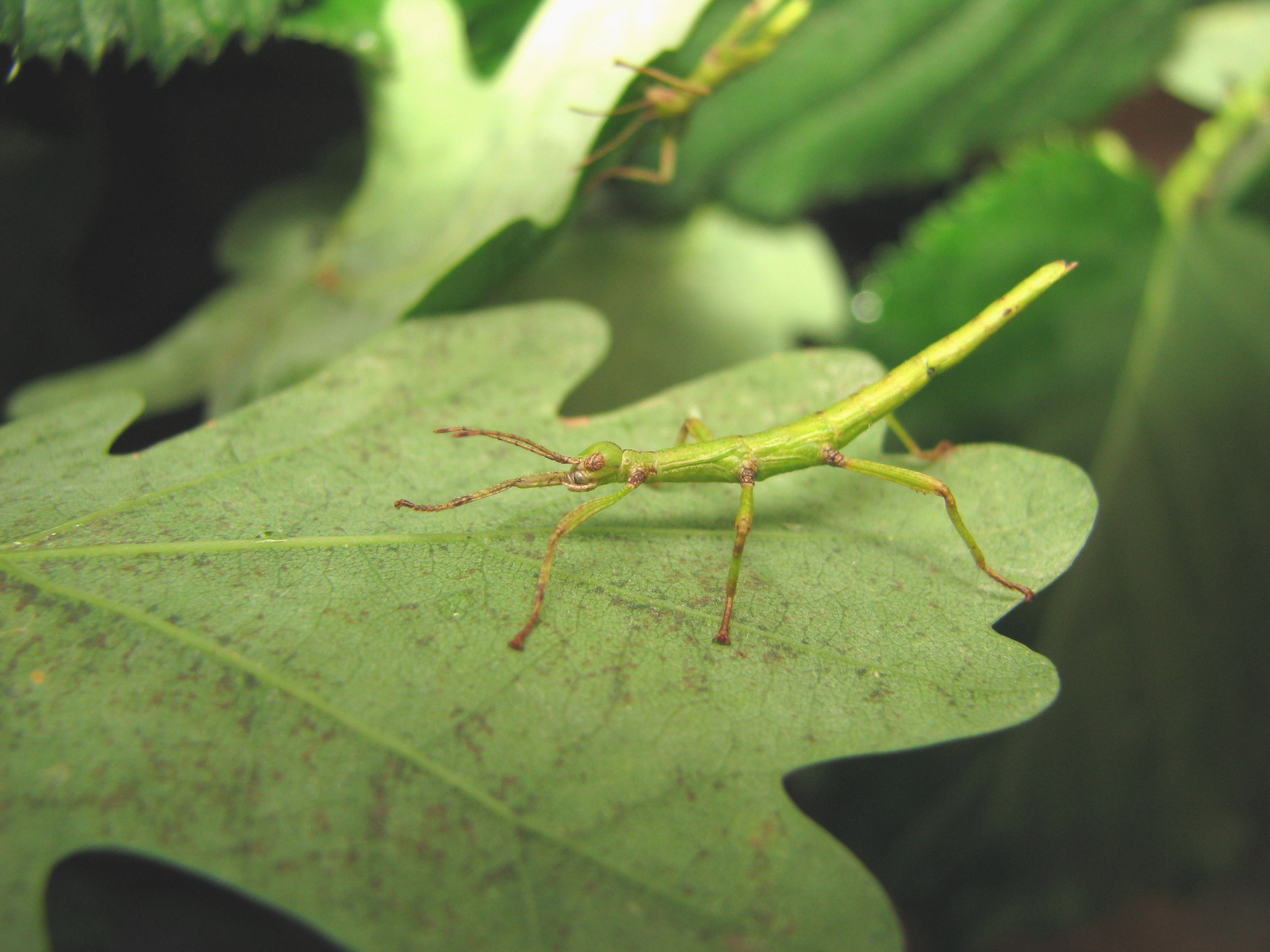
Nimf uit tweede stadium